# Gut Etgendorf

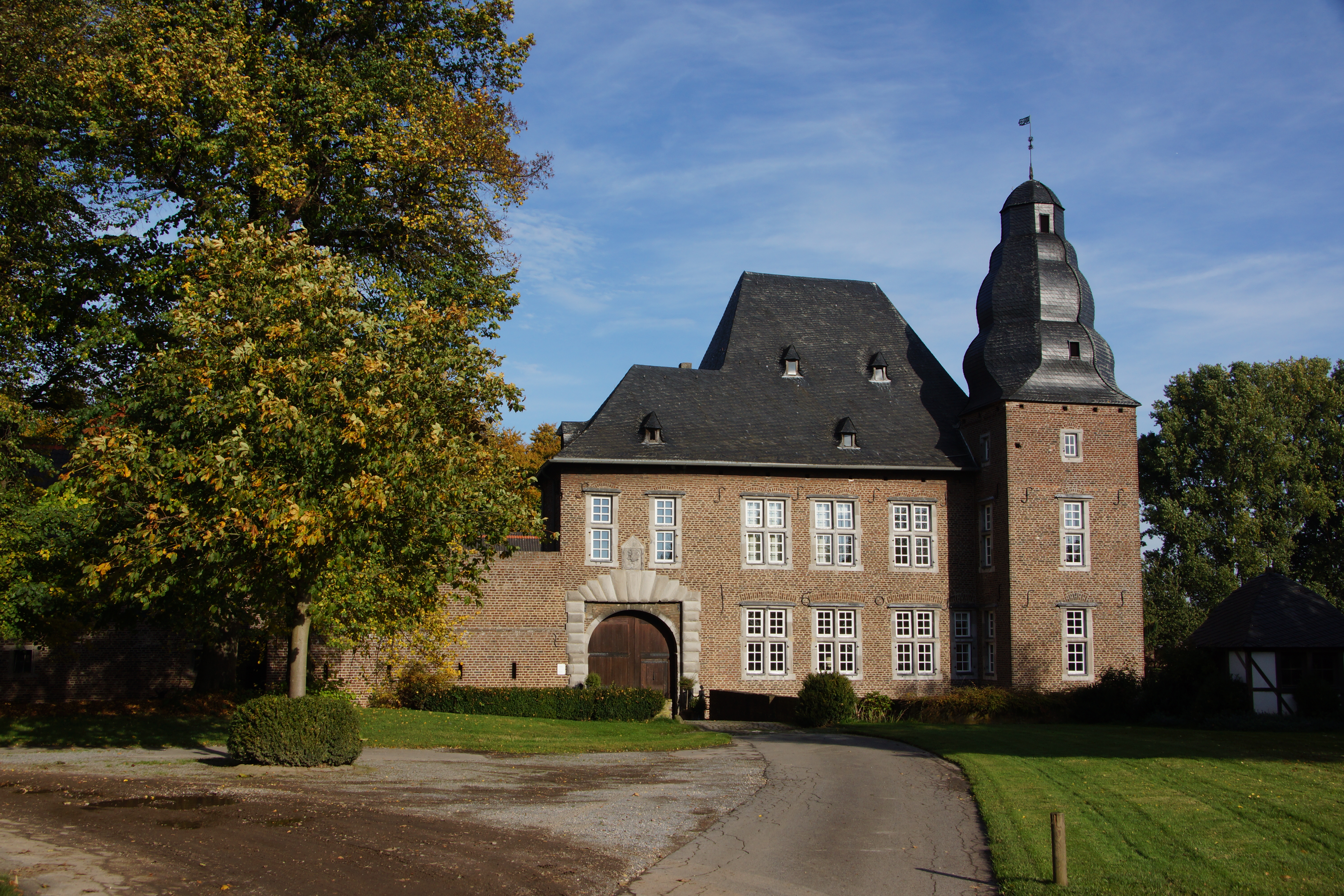
Gut Etgendorf

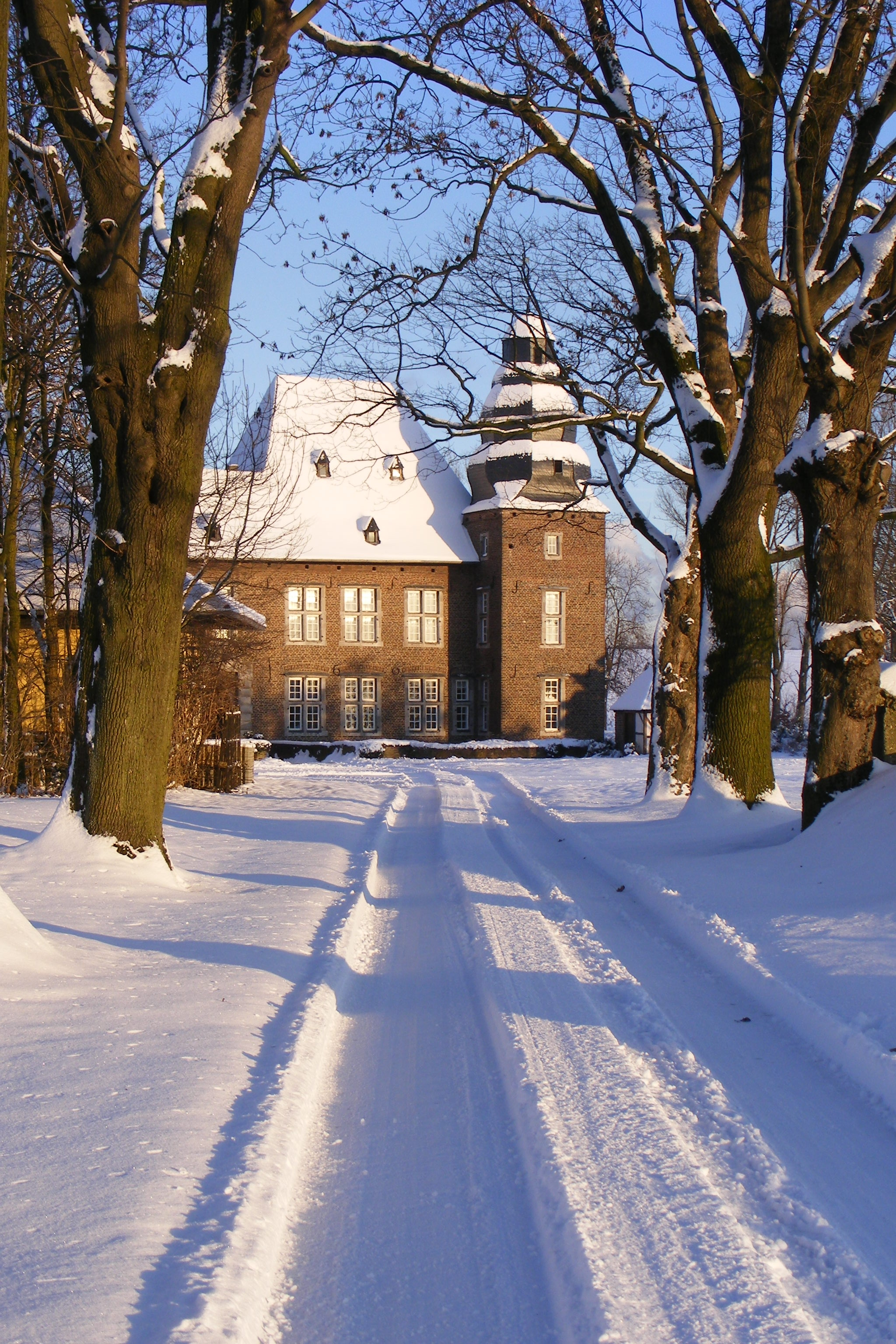
Gut Etgendorf im Winter

Das Gut Etgendorf ist ein denkmalgeschütztes Profangebäude südwestlich von Lipp, einem Stadtteil von Bedburg im Rhein-Erft-Kreis (Nordrhein-Westfalen).

## Geschichte und Architektur
Zwischen Bedburg und Kirchtroisdorf liegt auf freier Feldflur die wasserumwehrte, geschlossen viereckige Anlage. Das Herrenhaus ist frühbarock, die Wirtschaftsgebäude wurden erneuert. Das Gut ist seit 1216 Eigentum des Prämonstratenserklosters Reichenstein bei Kalterherberg. Seit Ende des 15. Jahrhunderts wurde es in Erbpacht vergeben; von 1673 bis 1862 befand es sich im Besitz der Familie Simonius genannt Ritz. Das Herrenhaus ist ein stattlicher Backsteinbau mit zwei Geschossen; es ist mit einem hohen Walmdach gedeckt. Das Gebäude mit Kreuzstockfenstern in Trachytrahmung wurde 1605 für den Rat Peter Simonius aus Jülich erbaut. Nach Westen schließt sich ein zweigeschossiger Torbau unter einem niedrigen Walmdach an. Die Durchfahrt ist rundbogig, ein Allianzwappen Ritz/Dürffenthal wurde angebracht. An der Südostecke tritt ein dreigeschossiger Rechteckturm mit mehrfach eingezogener Schweifhaube hervor; die Laterne ist geschlossen.